# باغين
باغين (بالفارسية: باغین) هي مدينة تقع في إيران في الناحية المركزية لمقاطعة كرمان. يقدر عدد سكانها بـ 7,616 نسمة .